# 20. etape af Giro d'Italia 2024
20. etape af Giro d'Italia 2024 var en 184 km lang bjergetape med en samlet stigning på 4.200 m. Den blev kørt den 25. maj 2024 med start i Alpago og mål i Bassano del Grappa. Det er løbets sidste bjergetape.

## Resultater

### Etaperesultat
| \| Etaperesultat \| Etaperesultat \| Etaperesultat \| Etaperesultat \| Etaperesultat \| \| Rytter \| Rytter \| Hold \| Tid \| \| \| ------------- \| ---------------------- \| ----------------------------- \| ------------- \| ------------- \| \| 1. \| Tadej Pogačar \| UAE Team Emirates \| 4t 58' 23" \| \| \| 2. \| Valentin Paret-Peintre \| Decathlon-AG2R La Mondiale \| + 2' 07" \| \| \| 3. \| Daniel Martínez \| Bora-Hansgrohe \| + 2' 07" \| \| \| 4. \| Antonio Tiberi \| Bahrain Victorious \| + 2' 07" \| \| \| 5. \| Einer Rubio \| Movistar Team \| + 2' 07" \| \| \| 6. \| Giulio Pellizzari \| VF Group-Bardiani CSF-Faizanè \| + 2' 07" \| \| \| 7. \| Geraint Thomas \| Ineos Grenadiers \| + 2' 07" \| \| \| 8. \| Ben O'Connor \| Decathlon-AG2R La Mondiale \| + 2' 07" \| \| \| 9. \| Michael Storer \| Tudor Pro Cycling Team \| + 2' 31" \| \| \| 10. \| Rafał Majka \| UAE Team Emirates \| + 3' 08" \| \| |                        |                               |            |
| |                        |                               |            |
| Kilder: ProCyclingStats Cycling Quotient |                        |                               |            |
| Etaperesultat |                        |                               |            |
| Rytter | Rytter                 | Hold                          | Tid        |
| 1. | Tadej Pogačar          | UAE Team Emirates             | 4t 58' 23" |
| 2. | Valentin Paret-Peintre | Decathlon-AG2R La Mondiale    | + 2' 07"   |
| 3. | Daniel Martínez        | Bora-Hansgrohe                | + 2' 07"   |
| 4. | Antonio Tiberi         | Bahrain Victorious            | + 2' 07"   |
| 5. | Einer Rubio            | Movistar Team                 | + 2' 07"   |
| 6. | Giulio Pellizzari      | VF Group-Bardiani CSF-Faizanè | + 2' 07"   |
| 7. | Geraint Thomas         | Ineos Grenadiers              | + 2' 07"   |
| 8. | Ben O'Connor           | Decathlon-AG2R La Mondiale    | + 2' 07"   |
| 9. | Michael Storer         | Tudor Pro Cycling Team        | + 2' 31"   |
| 10. | Rafał Majka            | UAE Team Emirates             | + 3' 08"   |

### Klassement efter etapen
| \| Samlede stilling \| Samlede stilling \| Samlede stilling \| Samlede stilling \| Samlede stilling \| \| Rytter \| Rytter \| Hold \| Tid \| \| \| ---------------- \| ---------------- \| -------------------------- \| ---------------- \| ---------------- \| \| 1. \| Tadej Pogačar \| UAE Team Emirates \| 76t 22' 13" \| \| \| 2. \| Daniel Martínez \| Bora-Hansgrohe \| + 9' 56" \| \| \| 3. \| Geraint Thomas \| Ineos Grenadiers \| + 10' 24" \| \| \| 4. \| Ben O'Connor \| Decathlon-AG2R La Mondiale \| + 12' 07" \| \| \| 5. \| Antonio Tiberi \| Bahrain Victorious \| + 12' 49" \| \| \| 6. \| Thymen Arensman \| Ineos Grenadiers \| + 14' 31" \| \| \| 7. \| Einer Rubio \| Movistar Team \| + 15' 52" \| \| \| 8. \| Jan Hirt \| Soudal Quick-Step \| + 18' 05" \| \| \| 9. \| Romain Bardet \| Team dsm-firmenich PostNL \| + 20' 32" \| \| \| 10. \| Michael Storer \| Tudor Pro Cycling Team \| + 21' 11" \| \| |                 |                            |             |
| |                 |                            |             |
| Kilder: ProCyclingStats Cycling Quotient |                 |                            |             |
| Samlede stilling |                 |                            |             |
| Rytter | Rytter          | Hold                       | Tid         |
| 1. | Tadej Pogačar   | UAE Team Emirates          | 76t 22' 13" |
| 2. | Daniel Martínez | Bora-Hansgrohe             | + 9' 56"    |
| 3. | Geraint Thomas  | Ineos Grenadiers           | + 10' 24"   |
| 4. | Ben O'Connor    | Decathlon-AG2R La Mondiale | + 12' 07"   |
| 5. | Antonio Tiberi  | Bahrain Victorious         | + 12' 49"   |
| 6. | Thymen Arensman | Ineos Grenadiers           | + 14' 31"   |
| 7. | Einer Rubio     | Movistar Team              | + 15' 52"   |
| 8. | Jan Hirt        | Soudal Quick-Step          | + 18' 05"   |
| 9. | Romain Bardet   | Team dsm-firmenich PostNL  | + 20' 32"   |
| 10. | Michael Storer  | Tudor Pro Cycling Team     | + 21' 11"   |

#### Pointkonkurrencen
| Pointkonkurrence | Pointkonkurrence   | Pointkonkurrence              | Pointkonkurrence | Pointkonkurrence |
| Rytter           | Rytter             | Hold                          | Point            |                  |
| ---------------- | ------------------ | ----------------------------- | ---------------- | ---------------- |
| 1.               | Jonathan Milan     | Lidl-Trek                     | 327 point        |                  |
| 2.               | Kaden Groves       | Alpecin-Deceuninck            | 200 point        |                  |
| 3.               | Tim Merlier        | Soudal Quick-Step             | 143 point        |                  |
| 4.               | Julian Alaphilippe | Soudal Quick-Step             | 132 point        |                  |
| 5.               | Tadej Pogačar      | UAE Team Emirates             | 126 point        |                  |
| 6.               | Andrea Pietrobon   | Team Polti Kometa             | 117 point        |                  |
| 7.               | Filippo Fiorelli   | VF Group-Bardiani CSF-Faizanè | 116 point        |                  |
| 8.               | Davide Ballerini   | Astana Qazaqstan Team         | 82 point         |                  |
| 9.               | Jhonatan Narváez   | Ineos Grenadiers              | 80 point         |                  |
| 10.              | Mirco Maestri      | Team Polti Kometa             | 70 point         |                  |

#### Bjergkonkurrencen
| Bjergkonkurrence | Bjergkonkurrence        | Bjergkonkurrence              | Bjergkonkurrence | Bjergkonkurrence |
| Rytter           | Rytter                  | Hold                          | Point            |                  |
| ---------------- | ----------------------- | ----------------------------- | ---------------- | ---------------- |
| 1.               | Tadej Pogačar           | UAE Team Emirates             | 270 point        |                  |
| 2.               | Giulio Pellizzari       | VF Group-Bardiani CSF-Faizanè | 206 point        |                  |
| 3.               | Georg Steinhauser       | EF Education-EasyPost         | 153 point        |                  |
| 4.               | Nairo Quintana          | Movistar Team                 | 114 point        |                  |
| 5.               | Julian Alaphilippe      | Soudal Quick-Step             | 101 point        |                  |
| 6.               | Daniel Martínez         | Bora-Hansgrohe                | 81 point         |                  |
| 7.               | Simon Geschke           | Cofidis                       | 78 point         |                  |
| 8.               | Valentin Paret-Peintre  | Decathlon-AG2R La Mondiale    | 59 point         |                  |
| 9.               | Romain Bardet           | Team dsm-firmenich PostNL     | 47 point         |                  |
| 10.              | Amanuel Ghebreigzabhier | Lidl-Trek                     | 42 point         |                  |

#### Ungdomskonkurrencen
| Ungdomskonkurrence | Ungdomskonkurrence     | Ungdomskonkurrence         | Ungdomskonkurrence | Ungdomskonkurrence |
| Rytter             | Rytter                 | Hold                       | Tid                |                    |
| ------------------ | ---------------------- | -------------------------- | ------------------ | ------------------ |
| 1.                 | Antonio Tiberi         | Bahrain Victorious         | 76t 35' 02"        |                    |
| 2.                 | Thymen Arensman        | Ineos Grenadiers           | + 1' 42"           |                    |
| 3.                 | Filippo Zana           | Team Jayco AlUla           | + 11' 10"          |                    |
| 4.                 | Davide Piganzoli       | Team Polti Kometa          | + 19' 34"          |                    |
| 5.                 | Valentin Paret-Peintre | Decathlon-AG2R La Mondiale | + 30' 37"          |                    |
| 6.                 | Alex Baudin            | Decathlon-AG2R La Mondiale | + 48' 01"          |                    |
| 7.                 | Giovanni Aleotti       | Bora-Hansgrohe             | + 1t 00' 14"       |                    |
| 8.                 | Edoardo Zambanini      | Bahrain Victorious         | + 1t 13' 07"       |                    |
| 9.                 | Kevin Vermaerke        | Team dsm-firmenich PostNL  | + 1t 20' 53"       |                    |
| 10.                | Mauri Vansevenant      | Soudal Quick-Step          | + 1t 28' 39"       |                    |

#### Holdkonkurrencen
| Holdkonkurrence | Holdkonkurrence               | Holdkonkurrence | Holdkonkurrence |
| Hold            | Hold                          | Tid             |                 |
| --------------- | ----------------------------- | --------------- | --------------- |
| 1.              | Decathlon-AG2R La Mondiale    | 229t 54' 37"    |                 |
| 2.              | Ineos Grenadiers              | + 44' 23"       |                 |
| 3.              | UAE Team Emirates             | + 1t 01' 50"    |                 |
| 4.              | Bahrain Victorious            | + 1t 20' 25"    |                 |
| 5.              | Movistar Team                 | + 1t 51' 00"    |                 |
| 6.              | Astana Qazaqstan Team         | + 1t 58' 31"    |                 |
| 7.              | VF Group-Bardiani CSF-Faizané | + 2t 16' 59"    |                 |
| 8.              | Team dsm-firmenich PostNL     | + 2t 18' 50"    |                 |
| 9.              | Bora-Hansgrohe                | + 2t 45' 37"    |                 |
| 10.             | Soudal Quick-Step             | + 2t 59' 42"    |                 |